# Las Maravillas, Oaxaca
Las Maravillas är en ort i Mexiko.   Den ligger i kommunen Acatlán de Pérez Figueroa och delstaten Oaxaca, i den sydöstra delen av landet, 280 km öster om huvudstaden Mexico City. Las Maravillas ligger 143 meter över havet och antalet invånare är 395.
Terrängen runt Las Maravillas är kuperad österut, men västerut är den platt. Runt Las Maravillas är det ganska tätbefolkat, med 144 invånare per kvadratkilometer. Närmaste större samhälle är Acatlán de Pérez Figueroa, 4,9 km nordost om Las Maravillas. I omgivningarna runt Las Maravillas växer i huvudsak städsegrön lövskog.